# 巴爾赫內行動

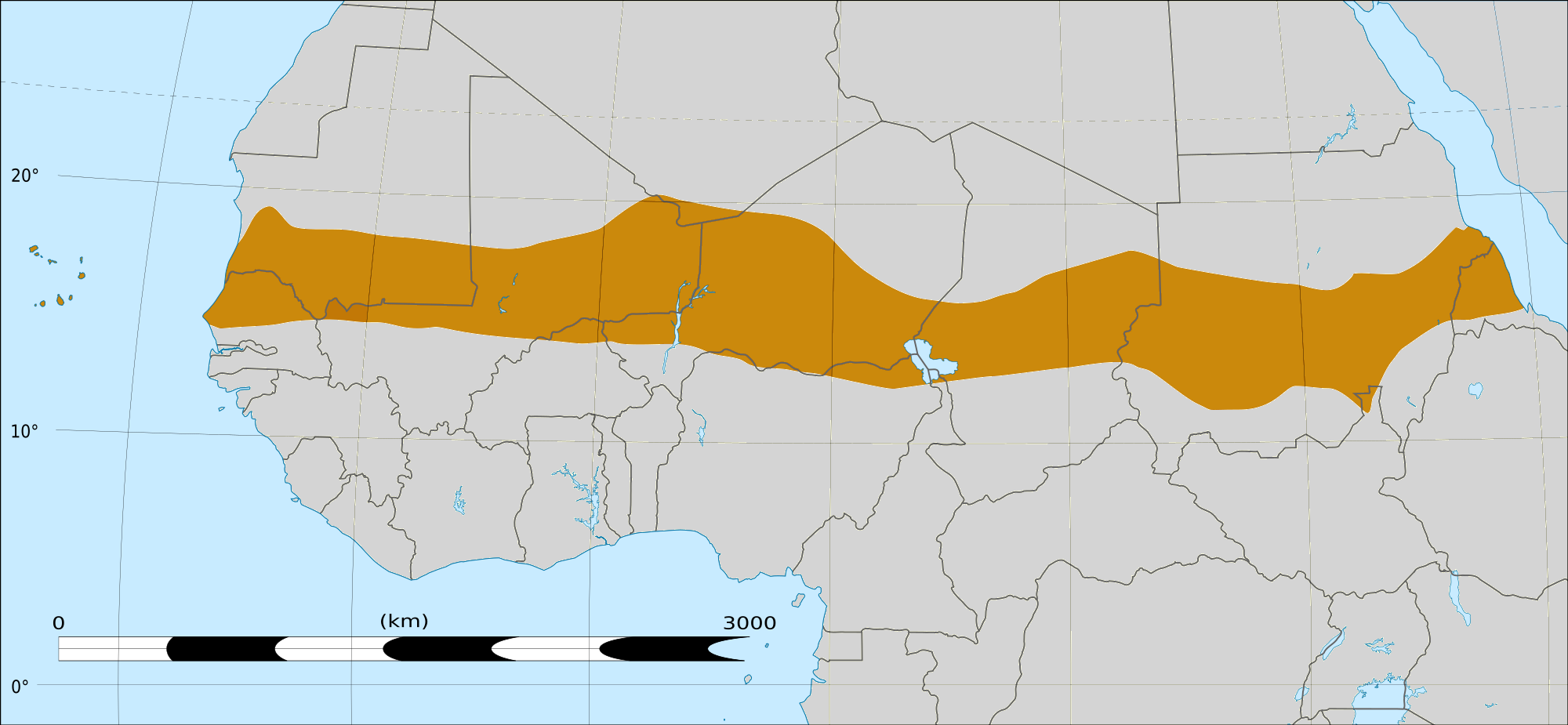
薩赫爾地區

巴爾赫內行動為非洲萨赫勒進行中的反叛亂行動，開始於2014年8月1日。行動由3,000人的法國部隊領導，長期駐紮於乍得首都恩賈梅納並以之為行動總部。整個行動將與5個前法國殖民地國家合作：布吉納法索、乍得、马里、毛里塔尼亚及尼日尔，這些國家則被稱為「G5萨赫勒」。行動名稱「巴爾赫內」以撒哈拉沙漠的新月形沙丘為名。

## 背景
巴爾赫內行動接續自藪貓行動及雀鷹行動，前者為法國在馬利的軍事行動；後者則在查德進行。

## 目標
巴爾赫內行動目標為「成為法國薩赫爾地區反恐支柱」，法國國防部長让—伊夫·勒·德里安稱巴爾赫內行動主要目標為阻止恐怖主義：「避免該地區成為利比亞與大西洋間聖戰組織活動的通道，否則將會對安全造成嚴重後果」。法國總統弗朗索瓦·奥朗德稱巴爾赫內行動能夠迅速、有效介入該地區的危機。
巴爾赫內行動作戰對象為馬利、查德及尼日境內的伊斯蘭極端份子，並執行跨國界的任務。

## 相關事件
自2014年8月1日行動開始後，法國部隊於2014年11月的戰鬥中首次受到傷亡，並造成24名聖戰份子死亡。
2016年4月12日，3名法國士兵因裝甲運兵車引爆了地雷，當時約有60輛各式車輛進行調動。
2017年3月15日，法國軍隊於廷巴克圖逮捕8名聖戰份子。
2017年4月5日，一輛裝甲運兵車於洪博里被炸彈破壞，造成一名軍官死亡，其被授予法國榮譽軍團勳章。
2020年，法國增派600名法軍到薩赫勒地區後，當地法軍總數達到5,100人。